# スクリーンリーダー
スクリーンリーダー（英語: screen reader）とは、コンピュータの画面読み上げソフトウェアである。視覚障害者がパーソナルコンピュータを操作するために、視覚的に使うことが必要であるマウスに代わり、情報を音声で読み上げることによって、操作を補助するアクセシビリティである。読み上げブラウザなどとも言われることがあるが、ブラウジングするのはインターネット・WWWに限らない。

## 概説
Windows 8や、macOSやiOS、日本の携帯電話のらくらくホンなど、パソコンや携帯機器にも標準的に搭載されている。
視覚障害者がパソコンを操作する際、健常者が行うように画面を見ながらマウス操作をすることは困難である。ウィンドウ画面を操作する場合に特に困難が伴う。特に全盲のユーザが支援技術無しにマウス操作することは不可能に近い。音声合成によってコンピュータの画面を読み上げるスクリーンリーダーはGUIのオペレーティングシステム (OS) を使用する視覚障害者に不可欠なアクセシビリティになっている。
厳密に言えば、スクリーンリーダーは、その名の通り、画面に表示された情報を音声で読み上げるソフトウェアである。近年では、画面を読み上げるというよりも、操作を読み上げる性能が高いものを合わせて「スクリーンリーダー」と総称することが多い。
スクリーンリーダーを使用することで、視覚障害を持っていてもMicrosoft WordやMicrosoft Excel、Internet Explorerといったアプリケーションを使用することができる。そのことが視覚障害者の就労支援に活かすことができるものと期待されている。
行政機関の公立図書館やインターネット上のポータルサイトでは、テキストベースの情報に音声合成処理を施し、インターネットの通信回線を介して、電子端末等で再生することができるまでになっている。

## OSごとの状況

### Windows
Windows 8やWindows 10には、ナレーターと呼ばれるスクリーンリーダーが標準で搭載されており、日本語の音声であるMicrosoft Haruka Desktopが読み上げを行う。Windows 7やVistaでも日本語音声合成エンジンの提供を行っている。
実用化されているスクリーンリーダーのほとんどは、Microsoft Windows対応のものである。例えば、JAWS for WindowsやNVDAがある。日本語環境では、高知システム開発の提供しているPC-Talkerがある。

### macOS
macOSではVoiceOverというスクリーンリーダーが標準搭載されている。Mac OS X v10.4以降が対応している。

### Linux
Linuxに関してはBRLTTYがあり、日本語に対応するBRLTTY Plusの開発が展開され、更にGR for UNIXへと展開されている。Emacspeak には日英2ヵ国語プロジェクトが置かれ（ARGV）、Emacs と組み合わせる読み上げソフト（日本語対応版）がある。

### スマートフォン
AppleのiPhone・iPadでは、タッチパネルに対応したスクリーンリーダーであるVoiceOverをiOS 4で搭載している。日本語のフリック入力も可能である。またAndroidでも、TalkbackやShine Plusその他の画面読み上げソフトがある。

### 日本の携帯電話
NTTドコモの「らくらくホン」は、現行の機種は全てスクリーンリーダーが組み込まれており、その利便性があってか視覚障害者への普及率は極めて高く、7割以上である。
同業他社のauも「簡単ケータイ」がスクリーンリーダー組み込み機種である。
その他、ChromeOSもスクリーンリーダー「ChromeVox」が対応している。